# Southern California Committee for the Olympic Games
Das Southern California Committee for the Olympic Games (kurz: SCCOG) ist eine Vereinigung in Los Angeles, die die olympische Bewegung unterstützt. Es wurde 1939 von William May Garland und Paul Helms gegründet. Der Impuls für die Gründung des Komitees kam vom USOC, damit es sich als Alternative zu Tokio um die Austragung der Olympischen Sommerspiele 1940 bewerben konnte. In der Folge bewarb sich das SCCOG mehrmals erfolglos um die Austragung Olympischer Sommerspiele in Los Angeles und förderte den Sport in Südkalifornien. Zurzeit ist Barry A. Sanders der Chairman des SCCOG und David Simon der Präsident.

## Geschichte
Nach den Olympischen Sommerspielen 1932, die der Stadt Los Angeles Gewinn gebracht hatten, herrschte eine positive Grundstimmung für eine erneute Bewerbung um die Austragung Olympischer Spiele. Auf eine Anfrage des United States Olympic Committee hin gründeten die Geschäftsleute William May Garland und Paul Helms 1939 das Southern California Committee for the Olympic Games. Es bot sich als Alternative für die Austragung der Olympischen Sommerspiele 1940 an, die an Tokio vergeben worden waren, da Japan in China Krieg führte. Letztendlich wurden die 1940er Spiele abgesagt, das Komitee bemühte sich jedoch weiterhin, die Olympischen Spiele wieder nach Los Angeles zu holen. Das SCCOG bewarb sich in Zusammenarbeit mit der Stadt direkt beim IOC um die Olympischen Sommerspiele 1948, die Olympischen Sommerspiele 1952 und die Olympischen Sommerspiele 1956, blieb jedoch erfolglos. Für die Olympischen Sommerspiele 1960, die Olympischen Sommerspiele 1964, die Olympischen Sommerspiele 1968 und die Olympischen Sommerspiele 1972 nahm das SCCOG am internen Bewerbungsverfahren des USOC teil. Für die Olympischen Sommerspiele 1976, die Olympischen Sommerspiele 1980 und die Olympischen Sommerspiele 1984 war Los Angeles vertreten vom SCCOG die offizielle Kandidatenstadt der Vereinigten Staaten. Zwei Mal unterlag Los Angeles, bis unter der Leitung des SCCOG-Chairman John C. Argue die Stadt als einzige Bewerberin den Zuschlag für 1984 erhielt.
Neben den Bemühungen um die Austragung weiterer Olympischer Spiele förderte das SCCOG den Sport in der Region. So veranstaltete es zwischen 1940 und 1968 Staffelwettbewerbe im Los Angeles Memorial Coliseum, die jeweils zwischen 40.000 und 50.000 Zuschauer hatten. 1965 verlieh das IOC dem SCCOG als Auszeichnung den Olympic Cup. Zudem erhielten mit John C. Argue (1994), Tom Bradley (1984), Peter Ueberroth (1984), Harry L. Usher (1984), Paul Ziffren (1984) und Anita DeFrantz (1980) sechs Mitglieder des SCCOG den Olympischen Orden.
Zwischen 1984 und 2001 war das SCCOG nur eingeschränkt aktiv und wartete auf einen guten Zeitpunkt für eine erneute Olympiabewerbung. 2001 startete es die Bewerbung für die Olympischen Sommerspiele 2012 mit einem den 1984er Spielen ähnlichen Konzept. Letztendlich wurde New York die amerikanische Kandidatenstadt und vom SCCOG dabei unterstützt. 2002 verstarb der Chairman Argue und Barry A. Sanders übernahm diesen Posten. Unter ihm erhöhte das SCCOG die Bemühungen, internationale Sportgroßereignisse in die Region zu holen, um für eine erneute Olympiaausrichtung bereit zu sein.

## Präsidenten
2003 wurde das Präsidentenamt durch ein Statut zum Chairman.
- William May Garland, 1939–1948
- Paul Helms, 1948–1954
- John Garland, 1954–1962
- Bill Henry, 1963–1969
- Lee Combs, 1970–1972
- John C. Argue, 1972–2002
- Barry Sanders, seit 2003